# Jabelscher See
Der Jabelsche See oder auch Jabel liegt in der Mecklenburgischen Seenplatte im Landkreis Mecklenburgische Seenplatte in Mecklenburg-Vorpommern ungefähr zehn Kilometer westlich von Waren (Müritz). Das Gewässer gehört komplett zum Gemeindegebiet Jabel.
Der See ist maximal 3940 Meter lang und 1300 Meter breit. Die Kanalverbindung zum Kölpinsee ist maximal 1,5 Meter tief und auf beiden Seiten dicht bewaldet. Etwa in der Mitte des Sees befindet sich eine Untiefe von weniger als einem Meter Wassertiefe, die durch Tonnen gekennzeichnet ist. An anderen Stellen ist der See bis zu 15 Meter tief. Er ist ein typischer langgestreckter glazialer Rinnensee mit einem ausgeprägten Zentralbecken. Er entstand während der jüngsten, der Weichseleiszeit. Im Nordwesten mündet der Zufluss vom Loppiner See und im Nordosten der Grenzgraben und der Zufluss vom Mühlensee ein. Der im Süden befindliche Abfluss des Sees entwässert zum Kölpinsee. Das Seeufer ist im Südteil bewaldet. Hier befindet sich auch die Halbinsel Damerower Werder, auf der sich in der Nähe des Ortes Damerow ein Wisentgehege befindet. Das Südufer des Sees und die Halbinsel liegen im Naturschutzgebiet Damerower Werder. Östlich des Sees befinden sich noch die kleinen Seen Vorderer und Hinterer Kargowsee, die über schmale Gräben mit dem Jabelschen See verbunden sind. Am Nordufer des Sees verläuft über Jabel die Eisenbahnstrecke Parchim–Neubrandenburg. Am Westufer befindet sich die Marina Maribell mit Ferienhausanlage und Gastronomie.

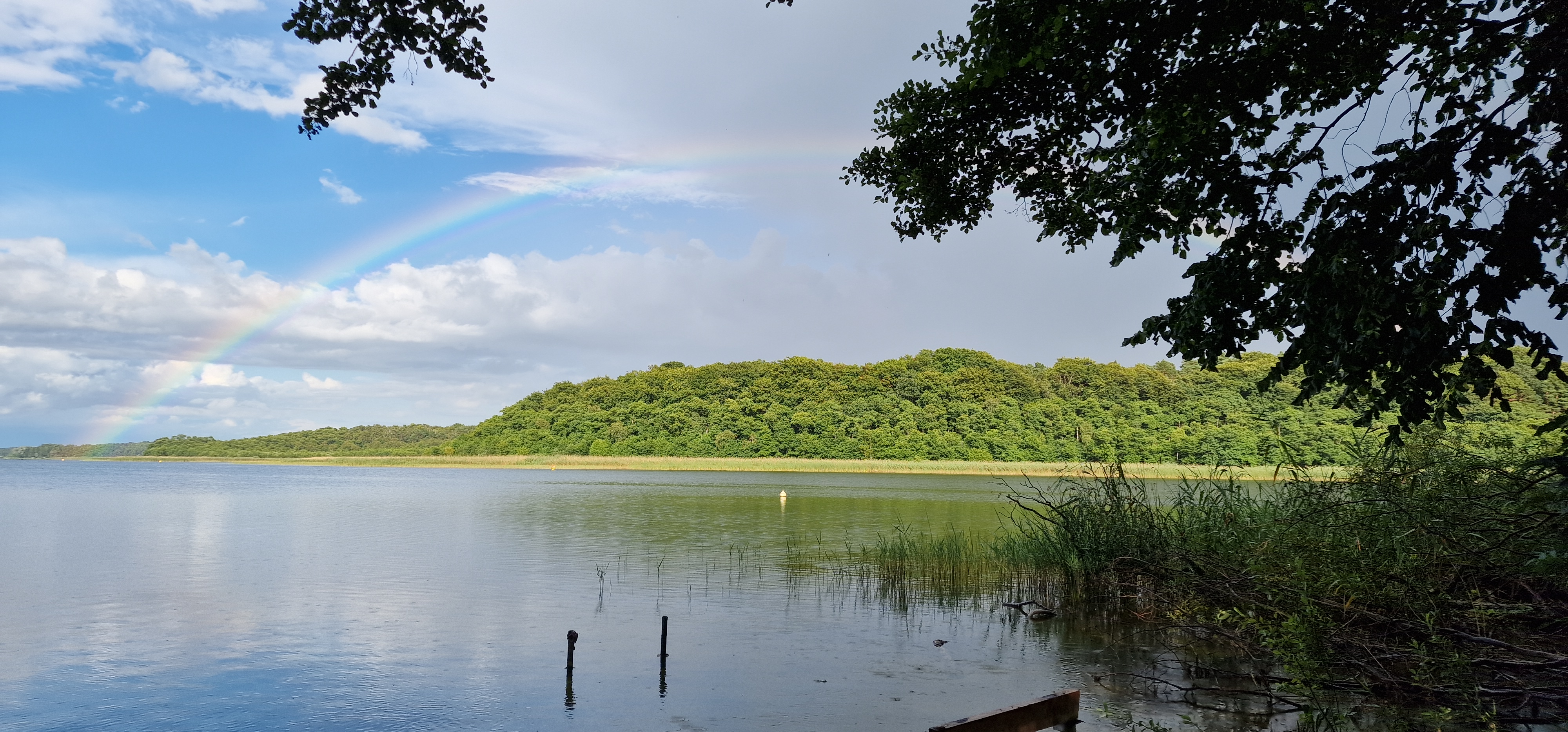
Jabelscher See, Blick vom Campingplatz auf den Damerower Werder